# André-Benoît-François-Hyacinthe Le Berthon
André Benoît François Hyacinthe Le Berthon (Bordeaux, 7 de janeiro de 1713 – Paris, 17 de abril de 1800 (87 anos)) é um político francês. 
Primeiro presidente do Parlamento de Bordéus com a morte de seu pai em agosto de 1766.
Simon-Antoine Delphin de Lamothe, admitido no Parlamento de Bordéus aos 18 anos. O prazer de mastigar os colegas do Palácio suscita fortes protestos para que o primeiro presidente André-Benoît-François-Hyacinthe Le Berthon intervenha.
Ele foi recebido na Loja Maçônica de Bordéus La Française em 1773 e foi seu venerável perpétuo desde 1779.
Em agosto de 1787, o Parlamento de Bordéus, tendo assumido a defesa dos sobrecarregados de impostos, foi novamente exilado para Libourne. O rei Luís XVI, mais uma vez, temendo tumultos, concordou em retornar ao Parlamento em agosto de 1788.
Foi membro da nobreza dos Estados Gerais de 1789, mostrando-se aberto a reformas.